# Elezioni parlamentari in Germania del dicembre 1924

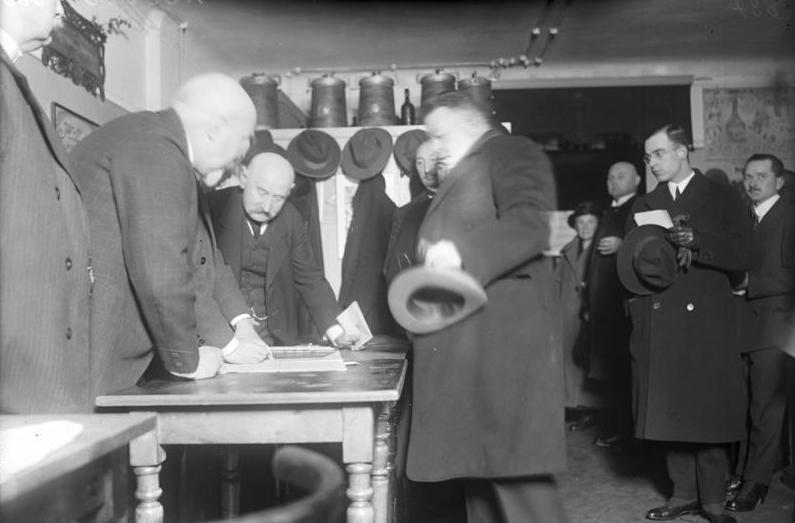
Il presidente del Reich Friedrich Ebert fotografato nel seggio elettorale

Le elezioni parlamentari tedesche del dicembre 1924 furono le quarte consultazioni politiche nazionali della Repubblica di Weimar e si tennero il 7 dicembre. Quando si conclusero, partirono i preparativi per l'inizio della terza legislatura del Reichstag.
Il presidente Friedrich Ebert era uscito dalle consultazioni del maggio dello stesso anno con una maggioranza assai fragile ed aveva deciso di indire elezioni anticipate con l'obiettivo di conquistare un maggior consenso parlamentare. L'affluenza alle urne fu del 78.8% e i risultati gli diedero parzialmente ragione: molti elettori guardarono al presidente e ai socialdemocratici come gli unici attori politici in grado di fare le riforme e mantenere la stabilità del sistema.
Venne inoltre apprezzata la decisione di non rimanere ancorati al potere e di ricorrere al responso delle urne: l'SPD fu il movimento capace di guadagnare di più rispetto al responso primaverile. Grandi sconfitti di questa tornata elettorale furono i partiti "anti-sistema": arretrano molto i comunisti e quasi scomparvero i nazisti, che da questo momento in poi abbandonarono la coalizione con il Partito Popolare Tedesco della Libertà (DVFP). Ancora una volta, però, fu la frammentazione a farla da padrone. Ad Ebert fu prorogata la presidenza di due anni ma alla sua morte, avvenuta nel 1925, si fecero nuove elezioni ed egli venne sostituito ad interim da Hans Luther.

## Risultati

Risultati delle elezioni legislative del dicembre 1924 in Germania:
Partito Socialdemocratico di Germania: 131 seggi
Partito Popolare Nazionale Tedesco: 103 seggi
Partito di Centro Tedesco: 69 seggi
Partito Comunista di Germania: 45 seggi
Partito Popolare Tedesco: 51 seggi
Partito Democratico Tedesco: 32 seggi
Partito Popolare Bavarese: 19 seggi
Movimento Nazionalsocialista della Libertà: 14 seggi
Landbund - Partito dei Contadini Bavarese: 13 seggi
Partito della Classe Media Tedesca: 12 seggi
Partito Tedesco-Hannoveriano: 4 seggi

Partito Socialdemocratico di Germania: 131 seggi
     Partito Popolare Nazionale Tedesco: 103 seggi
     Partito di Centro Tedesco: 69 seggi
     Partito Comunista di Germania: 45 seggi
     Partito Popolare Tedesco: 51 seggi
     Partito Democratico Tedesco: 32 seggi
     Partito Popolare Bavarese: 19 seggi
     Movimento Nazionalsocialista della Libertà: 14 seggi
     Landbund - Partito dei Contadini Bavarese: 13 seggi
     Partito della Classe Media Tedesca: 12 seggi
     Partito Tedesco-Hannoveriano: 4 seggi
| Partito | Partito                                           | Voti (%) | Voti       | Seggi | Differenza (%) | /  |
| ------- | ------------------------------------------------- | -------- | ---------- | ----- | -------------- | -- |
|         | Partito Socialdemocratico di Germania (SPD)       | 26,0     | 7.881.041  | 131   | 5,5            | 31 |
|         | Partito Popolare Nazionale Tedesco (DNVP)         | 20,5     | 6.205.802  | 103   | 1,0            | 8  |
|         | Partito di Centro Tedesco (DZP)                   | 13,6     | 4.118.849  | 69    | 0,2            | 4  |
|         | Partito Popolare Tedesco (DVP)                    | 10,1     | 3.049.064  | 51    | 0,9            | 6  |
|         | Partito Comunista di Germania (KPD)               | 8,9      | 2.709.086  | 45    | 3,7            | 17 |
|         | Partito Democratico Tedesco (DDP)                 | 6,3      | 1.919.829  | 32    | 0,6            | 4  |
|         | Partito Popolare Bavarese (BVP)                   | 3,7      | 1.134.035  | 19    | 0,5            | 3  |
|         | Movimento Nazionalsocialista della Libertà (NSFP) | 3,0      | 907.242    | 14    | 3,6            | 18 |
|         | Partito della Classe Media Tedesca (WP)           | 2,3      | 692.963    | 12    | 0,6            | 5  |
|         | Lega Agraria (Landbund)                           | 1,6      | 500.525    | 8     | 0,4            | 2  |
|         | Partito dei Contadini Bavarese (BB)               | 1,0      | 312.442    | 5     | 0.3            | 2  |
|         | Partito Tedesco-Hannoveriano (DHP)                | 0,9      | 261.549    | 4     | 0,2            | 1  |
|         | Partito Sociale Tedesco (DSP)                     | 0,5      | 159.115    | -     | 0,6            | 4  |
|         | Altri                                             | 1,3      | 438.550    | -     |                |    |
| Totale  | Totale                                            | 100,00   | 30.290.092 | 493   |                | 21 |